# Intel Capital
Intel Capital ist eine 1991 gegründete Tochter der Intel Corporation, die für die Verwaltung von Corporate Venture Capital, weltweiten Investitionen, Fusionen und Übernahmen eingerichtet wurde. Intel Capital tätigt Eigenkapitalinvestitionen in eine Reihe von Technologie-Start-ups und Unternehmen, die Hardware, Software und Dienstleistungen in den Bereichen künstliche Intelligenz, autonome Technologie, Rechenzentren und Cloud, 5G, Compute der nächsten Generation, Halbleiterfertigung und andere Technologien anbieten. Firmensitz ist Santa Clara (Kalifornien).

## Geschichte
Intel Capital wurde 1991 von Les Vadasz und Avram Miller (ursprünglich unter dem Namen Corporate Business Development (CBD)) gegründet. Zu dieser Zeit investierte Intel hauptsächlich in amerikanische Unternehmen, und 1998 entfielen 95 % der Investitionen auf die USA. Im Laufe der Zeit stiegen die Investitionen in nicht-amerikanische Unternehmen, und im Jahr 2012 machten internationale Investitionen etwa 57 % aus. Intel Capital hat mehr als 12,5 Milliarden US-Dollar in über 1550 Unternehmen in 57 Ländern investiert. In diesem Zeitraum sind mehr als 200 Portfoliounternehmen an verschiedenen Börsen weltweit an die Börse gegangen, und mehr als 325 wurden übernommen oder waren an einer Fusion beteiligt.
Im Jahr 2014 hat Intel Capital 26 Büros, darunter in Belgien, Brasilien, China, Indien, Deutschland, Irland, Japan, Israel, Nigeria, Polen, Russland, Singapur, Südkorea, Taiwan, Türkei, Großbritannien und den USA.

## Portfolio
Zu den Investitionen von Intel Capital gehören Actions Semiconductor, AlterGeo, AppyStore, AVG, Bellrock Media, Box, Broadcom, Cloudera, CNET, Citrix Systems, Elpida Memory, Gaikai, Gigya, IndiaInfoline.com, Inktomi, Insyde Software, Integrant Technologies, July Systems, Kingsoft, LogMeIn, Mall. cz, Marvell, Mellanox, Mirantis, MongoDB, MySQL, NIIT, Ondot Systems, PCCW, Red Hat, Rediff. com, Research in Motion (Blackberry), Saffron Technology, Sasken, Smart Technologies, Snapdeal, Sonda, Sohu, Stratoscale, TechFaith, Trigence, VMware, Volocopter und WebMD. Im Jahr 2014 hat Intel Capital $62 Mio. in 16 Tech-Startups investiert, Im September 2017 investierte Intel Capital den Berichten zufolge $1 Milliarde in KI-Startups, darunter Mighty AI, Data Robot, Lumiata und viele mehr. Im Jahr 2020 investierte Intel Capital in Jio Platforms.